# Ножиці атравматичні
Ножиці атравматичні (англ. trauma shears) — це тип ножиць, що використовуються при наданні допомоги на догоспітальному етапі для швидкого та безпечного розрізування одягу пораненого або іншого пацієнта у критичному стані.

## Будова
Атравматичні ножиці зазвичай складаються з металевих лез з пластиковими ручками. Одне з лез традиційно зігнуто на близько 150 градусів, що забезпечує довше плече сили і візуально відрізняє їх від звичайних ножиць. Широкий тупий наконечник на одному з лез ножиць розроблений аби ковзати по шкірі, мінімізуючи ризик поранення пацієнта при зрізанні одягу.
Ножиці для пов'язок зовнішньо подібні, проте мають коротші леза. Їх використовують для обрізання чи зрізання різноманітних пов'язок.

## Застосування
Ножиці розроблені для зовнішнього застосування та не підходять для хірургічних та інших інвазивних процедур. За хорошої якості їх міцна конструкція дозволяє їм розрізати міцні матеріали, такі як ремені безпеки, шкіру та джинсову тканину, навіть тонкий метал та інші тверді поверхні. Як безпечну альтернативу ножів їх застосовують військові (у аптечках першої допомоги), працівники швидкої допомоги, рибалки та водолази.